# Torneo Conde de Godó 2016
El Torneo Conde de Godó 2016 fue un evento de tenis ATP 500. Se disputó en Barcelona (España), en el complejo Real Club de Tenis Barcelona y en pistas de polvo de ladrillo al aire libre, siendo parte de un conjunto de eventos que hacen de antesala a  Roland Garros 2016, entre el 18 y el 24 de abril de 2016 en los cuadros principales masculinos, la etapa de clasificación se disputó desde el 17 de abril.

## Cabezas de serie

### Individuales masculinos
| Tenista               | Ranking | Preclasificado |
| Rafael Nadal          | 5       | 1              |
| Kei Nishikori         | 6       | 2              |
| David Ferrer          | 8       | 3              |
| Richard Gasquet       | 10      | 4              |
| Roberto Bautista Agut | 17      | 5              |
| Kevin Anderson        | 19      | 6              |
| Feliciano López       | 23      | 7              |
| Viktor Troicki        | 24      | 8              |
| Pablo Cuevas          | 25      | 9              |
| Philipp Kohlschreiber | 28      | 10             |
| Aleksandr Dolgopólov  | 29      | 11             |
| Fabio Fognini         | 31      | 12             |
| Jérémy Chardy         | 33      | 13             |
| Joao Sousa            | 34      | 14             |
| Thomaz Bellucci       | 35      | 15             |
| Andréi Kuznetsov      | 46      | 16             |

- Ranking del 11 de abril de 2016

### Dobles masculinos
| Tenistas                              | Ranking | Preclasificado |
| Ivan Dodig Marcelo Melo               | 11      | 1              |
| Jamie Murray Bruno Soares             | 13      | 2              |
| Rohan Bopanna Jean-Julien Rojer       | 15      | 3              |
| Edouard Roger Vasselin Nenad Zimonjić | 33      | 4              |

## Campeones

### Individuales masculinos
Rafael Nadal venció a  Kei Nishikori por 6-4, 7-5.

### Dobles masculinos
Bob Bryan /  Mike Bryan vencieron a  Pablo Cuevas /  Marcel Granollers por 7-5, 7-5.